# Lispe lanceoseta
Lispe lanceoseta este o specie de muște din genul Lispe, familia Muscidae, descrisă de Wang și Fan în anul 1981. Conform Catalogue of Life specia Lispe lanceoseta nu are subspecii cunoscute.